# Rudziniec
Rudziniec is een dorp in het Poolse woiwodschap Silezië, in het district Gliwicki. De plaats maakt deel uit van de gemeente Rudziniec.

## Verkeer en vervoer
- Station Rudziniec Gliwicki